# Oniscus ancarensis
Oniscus ancarensis is een pissebed uit de familie Oniscidae. De wetenschappelijke naam van de soort is voor het eerst geldig gepubliceerd in 1992 door Bilton.